# TMEO
TMEO es una revista de historietas, de periodicidad bimestral, publicada en la ciudad española de Vitoria por Ezten Kultur Taldea y fundada en 1987. Su nombre es un juego de palabras con la clásica revista de historietas española TBO y el verbo "mear" (en el logotipo de la revista se ilustra esta misma idea). La revista se caracteriza tanto por su afición por el humor escatológico como por la acidez de sus sátiras políticas.
TMEO carece de subvenciones y sus colaboradores trabajan de forma desinteresada, sin cobrar nada. Entre estos destacan Abarrots, Alvarortega, Ata, Mauro Entrialgo, Furillo, Javierre, El Listo, Ernesto Murillo, Roger, Santi Orúe, Piñata, Álvarez Rabo, Manolito Rastamán, Mikel Valverde, Alfonso Tamayo o Bernardo Vergara, algunos de los cuales dieron el salto a revistas de mayor difusión, como El Jueves o la desaparecida El Víbora. Su coordinador es Kini (Joaquín Delgado).

## Trayectoria

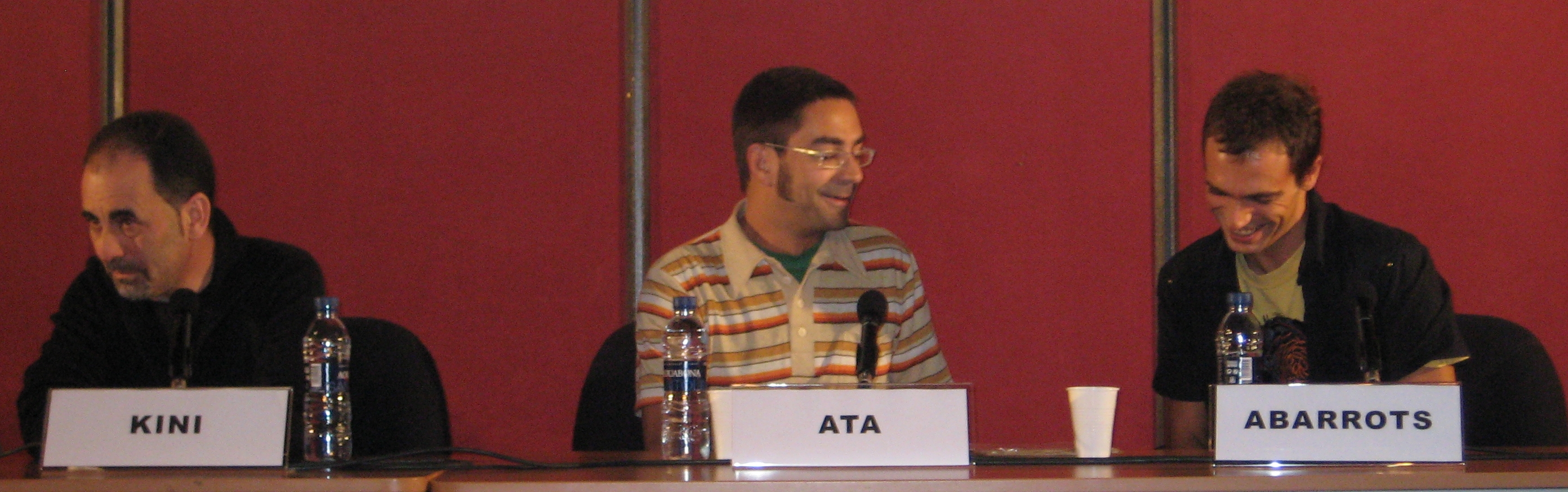
Kini, Ata y Abarrots debaten sobre el TMEO
(Salón del Cómic de Getxo, 2007)

TMEO nació como resultado de la reunión de un grupo de autores que colaboraban en dos fanzines desaparecidos, Hamelín, de Pamplona, y Octopus, de Vitoria. 
El primer número se publicó en Pamplona el 4 de junio (día de San Fermín) de 1987, contando desde entonces para su distribución con un repartidor fijo y una furgoneta. Kini recuerda así los inicios de la publicación:

Nos movíamos sobre todo por el Casco Viejo, por la zona de bares típicos de Pamplona que era por donde se deambulaba y por donde hacíamos la vida... Y una cosa llevaba a la otra. Vivías allí, allí tomabas los potes y ahí dejabas las revistas. Y recuerdo la mítica bajera que teníamos al lado del río Arga, y que cada vez que había una crecida del río, todos corriendo a poner a salvo las cajas del TMEO...

 Pocos años después fija su redacción en Vitoria.
En poco tiempo, la revista fue centrándose en las historietas de humor, tiras y chistes, muchos de los cuales se centran en la actualidad política y social de Euskadi y España, abandonando los otros géneros.
Hacia el número 14 intentaron profesionalizarse (tirada masiva, distribución nacional...), pero desistieron tras solo cuatro números.
En su número 99 (junio de 2008), Nono Kadáver finalizó la serie Toni Bolinga, después de 22 años. En cambio, se incorporaron trabajos de nuevos autores, Enrique García, Rueda y la Leoparda de Rekalde.
En 2009, se añaden nuevos personajes, como el robot artificiero C-3-Pe-Do, de Kalitos o El jevi satánico disléxico, de Galais.

## Tabla de series habituales y autores
| Años          | Números  | Título                               | Autoría         | Otros datos       |
| ------------- | -------- | ------------------------------------ | --------------- | ----------------- |
| 1987-presente | 0-actual | Herminio Bolaextra                   | Mauro Entrialgo | También en Makoki |
| 1987-2008     | 1-99     | Toni Bolinga                         | Nono Cadáver    |                   |
| 1988          |          | Cómo...                              | Álvarez Rabo    |                   |
| 1991          |          | Los Galindos                         | Alvarortega     |                   |
| 1992          |          | Kojón Prieto y los Huajalotes        | Jokin           |                   |
|               |          | Javi Cabrero                         | Gol             |                   |
|               |          | Doctor Espárrago                     | Ata             |                   |
|               |          | Antolín                              | Santi Orue      |                   |
|               |          | Capitán Parrús                       | Cubo            |                   |
|               |          | Sarmiento, empleado del ayuntamiento | Carmelo Manresa |                   |
|               |          | Pocho Mondo                          | Tamayo          |                   |
|               |          | Tifus                                | Piñata          |                   |
| 1996-         |          | Los Vallekurros                      | Javierre        |                   |
| 2000-         |          | El Maestro                           | Furillo         |                   |
| 2002-2009     | -106     | Los Euskalorros                      | Abarrots        |                   |
|               |          | Domingo Mecaso                       | Roger           |                   |
| 2007-         | 94-      | El Listo                             | Xavier Àgueda   |                   |
| 11-12/2007-   | 96-      | Johnny Sarro                         | El Diek         |                   |
| 2008-         | 101-     | Las mallas parlantes                 | Mery Cuesta     |                   |
| 2009          |          | C-3-Pe-Do                            | Kalitos         |                   |
| 2009          |          | El jevi satánico disléxico           | Galais          |                   |
|               |          | Ibon Marley                          | M460            |                   |
| 2013-         | 120-     | Claudia Forever Young                | Mamen Moreu     |                   |

## Otros colaboradores habituales
- Koldo de Barakaldo
- Leticia Concé
- Cubo
- Eskiroz
- Exkoriax
- Carol Galais
- Kini
- Larri
- Manresa
- Maxi
- Palli
- Manolito Rastamán
- Gustavín Vadillo
- Miguel Vadillo
- Mikel Valverde
- Javi Guerrero
- SIK

Antiguamente también publicaban en el TMEO:
- Luis Durán
- Ernesto Murillo
- Álvarez Rabo
- Bernardo Vergara

## Homenajes y premios
1989 premio al mejor fanzine en el Salón del Cómic de Grenoble (Francia).
1990 y 2001premio al mejor fanzine en el Salón del Cómic de Barcelona.
2007 TMEO recibió en el Salón del Cómic y Manga de Getxo un premio honorífico en reconocimiento a sus veinte años de trayectoria.

## Colección TMEO

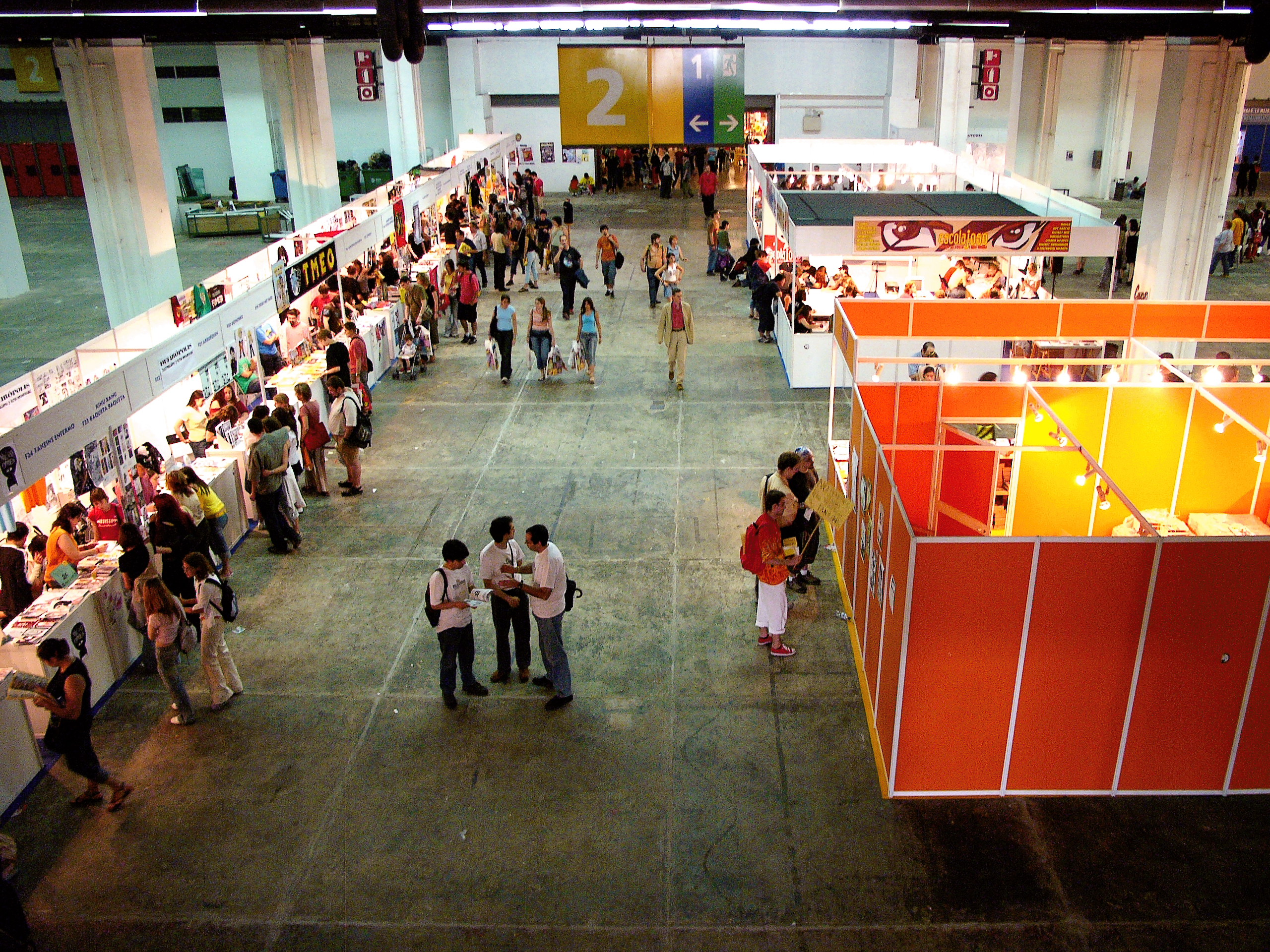
Vista del Salón Internacional del Cómic de Barcelona en su ed. del 2005; en el lado de la izquierda, puede verse el puesto del TMEO.

Ezten Kultur Taldea ha recopilado parte del material previamente serializado en la revista en forma de álbumes monográficos:
| Número | Título                                              | Guion                   | Dibujo                       | Páginas                  | Tamaño     | Fecha   | Comentario                                               |
| ------ | --------------------------------------------------- | ----------------------- | ---------------------------- | ------------------------ | ---------- | ------- | -------------------------------------------------------- |
| 1      | El enemigo del mundo entero                         | J. Resano               | J. J. Chas, Bernardo Vergara | 45, b/n                  | 20 x 28 cm | 1992    |                                                          |
| 2      | Secuestro en las Bardenas                           | Javier Murillo          | Ernesto Murillo              |                          | 20 x 28 cm | 1992    |                                                          |
| 3      | Herminio Bolaextra                                  | Mauro Entrialgo         | Mauro Entrialgo              | 60, b/n y color          | 20 x 28 cm | 1993    | Seis ediciones                                           |
| 4      | Historias raberas                                   | Álvarez Rabo            | Álvarez Rabo                 |                          | 20 x 28 cm | 1993    |                                                          |
| 5      | Castigo de Dios                                     | Jokin                   | Jokin                        |                          | 20 x 28 cm | 1993    |                                                          |
| 6      | Supercalvo!                                         | Alberto Calvo           | Alberto Calvo                |                          | 20 x 28 cm | 1993    |                                                          |
| 7      | La pájara                                           | VV. AA.                 | VV. AA.                      | 51, b/n y color          | 20 x 28 cm | 1995    | Con el subtítulo de "Almanaque ciclista de humor - 1995" |
| 8      | Paco el Chota                                       | Mauro Zorrilla          | Ernesto Murillo              | 51, b/n y color          | 20 x 28 cm | 1995    |                                                          |
| 9      | Consejos sexuales                                   | Álvarez Rabo            | Álvarez Rabo                 | 51, b/n y color          | 20 x 20 cm | 1996    |                                                          |
| 10     | Tyrex                                               | Mauro Entrialgo         | Mauro Entrialgo              | 56, b/n y color          | 20 x 28 cm | 1997    | Reeditado en 2009 por Diábolo Ediciones                  |
| 11     | Guarras                                             | Ata                     | Ata                          |                          | 20 x 20 cm | 1997    |                                                          |
| 12     | El comisario Canaille                               | Mikel Valverde          | Mikel Valverde               |                          | 20 x 28 cm | 1998    |                                                          |
| 13     | Zaldi Eroa                                          | Patxi Huarte            | Patxi Huarte                 |                          | 20 x 28 cm | 1998    |                                                          |
| 14     | Tres sin raya                                       | Abarrots, Piñata, Roger |                              |                          | 20 x 28 cm | 1999    |                                                          |
| 15     | Siempre en forma                                    | Mauro Entrialgo         | Mauro Entrialgo              | 56, b/n y color          | 20 x 28 cm | 2001    |                                                          |
| 16     | Tony Bolinga                                        | Nono Kadaver            | Nono Kadaver                 |                          | 20 x 28 cm | 2001    |                                                          |
| 17     | Hasta el Rabo                                       | Álvarez Rabo            | Álvarez Rabo                 |                          | 20 x 28 cm | 2001    |                                                          |
| 18     | Un tebeo con grandes aspiraciones                   | Ata                     | Ata                          |                          |            | 2002    |                                                          |
| 19     | Piñata a go-go                                      | Piñata                  | Piñata                       |                          | 20 x 28 cm | 2002    |                                                          |
| 20     | Yo follé con Fraga                                  | Roger                   | Roger                        |                          | 20 x 28 cm | 2003    |                                                          |
| 21     | Seamos objetivos                                    | Santi Orúe              | Santi Orúe                   |                          | 20 x 28 cm | 2003    |                                                          |
| 22     | Consejos sexuales de Álvarez Rabo (Segunda parte)   | Álvarez Rabo            | Álvarez Rabo                 |                          | 20 x 20 cm | 2003    |                                                          |
| 23     | Ciencia infusa                                      | Simónides               | Simónides                    |                          | 20 x 28 cm | 2004    |                                                          |
| 24     | Cada cosa a su tiempo                               | Gol                     |                              |                          | 20 x 28 cm | 2004    |                                                          |
| 25     | Donde hay pelo hay alegría                          | Furillo                 | Furillo                      | 66, b/n                  | 20 x 28 cm | 2004    |                                                          |
| 26     | Las aventuras de los Vallekurros                    | Javierre                | Javierre                     |                          | 20 x 28 cm | 2005    |                                                          |
| 27     | ¿Me puede repetir la pregunta?                      | Alvarortega             | Alvarortega                  |                          |            | 2005    |                                                          |
| 28     | Euskalorros                                         | Abarrots                | Abarrots                     |                          | 20 x 28 cm | 2005    |                                                          |
| 29     | Toni Bolinga 2                                      | Nono Kadáver            | Nono Kadáver                 |                          |            |         |                                                          |
| 30     | Los carteles del TMEO                               | VV. AA.                 | VV. AA.                      |                          |            | 2006    |                                                          |
| 31     | Historietas y chorradas varias de pésimo gusto      | Ata                     | Ata                          | 60, b/n y color          | 20×20 cm   |         |                                                          |
| 32     | Basura                                              | Piñata                  | Piñata                       | 68, con 16 en color      | 28×20 cm   | 2007    |                                                          |
| 33     | Eres un enfermo del Photoshop                       | Santi Orúe              | Santi Orúe                   |                          |            |         |                                                          |
| 34     | 4 días gamberros                                    | Manolito Rastamán       | Manolito Rastamán            | 64, b/n                  | 20 x 28 cm |         |                                                          |
| 35     | La verdad es ilegible                               | Roger                   | Roger                        | 64, b/n y bitono y color | 20 x 28 cm |         |                                                          |
| 36     | Donde hay pelo hay alegría 2                        | Furillo                 | Furillo                      | 68, b/n y color          | 20 x 28 cm | 2008    | Un tercio de las páginas son inéditas.                   |
| 37     | Cargados de zumosol                                 | Palli                   | Palli                        | 68, mayormente en color  | 28×20 cm   | 04/2009 | Antología de su obra para la revista, desde 1988.        |
| 38     | Mondo Pocho: Level 1                                | Alfonso Tamayo          | Tamayo                       | 68 a todo color          | 28×20 cm   | 2009    |                                                          |
| 39     | ¡Hijos del Speed!                                   | Abarrots                | Abarrots                     |                          | 28×20 cm   | 2009    |                                                          |
| 40     | Qué buenos son los buenos y qué malos son los malos | Santi Orue              | Santi Orue                   |                          | 28×20 cm   | 2010    |                                                          |
| 41     | Sarmiento Empleado del Ayuntamiento                 | Carmelo Manresa         | Carmelo Manresa              |                          | 28×20 cm   | 2010    |                                                          |
| 42     | El Listo                                            | Xavier Àgueda           | Xavier Àgueda                | 66, b/n                  | 28×20 cm   | 2010    | Prologado por Mauro Entrialgo                            |
| 43     | A verlas venir                                      | Gol                     | Gol                          | 66, color                | 28×20 cm   | 2011    |                                                          |
| 44     | El Maestro: ¡Va por uztede!                         | Furillo                 | Furillo                      | 66, b/n                  | 20 x 28 cm | 2011    |                                                          |
| 45     | Oxitocinas                                          | Xavier Àgueda           | Xavier Àgueda                | 68, b/n                  | 20 x 28 cm | 2015    | Prologado por Moderna de Pueblo                          |
| 46     | ¡Se nos va la sandía!                               | Abarrots                | Abarrots                     | 64, color                | 20 x 28 cm | 2015    |                                                          |